# Franz Fäh (Historiker)

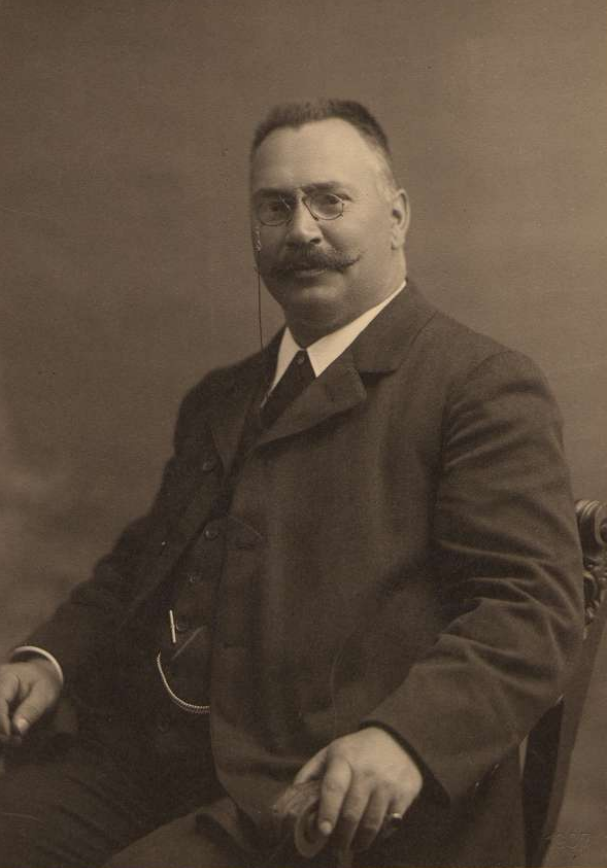
Franz Fäh

Franz Fäh-Kinkelin (* 21. Januar 1857 in Walenstadt; † 11. Mai 1907 in Basel) war ein Schweizer Lehrer und Historiker.

## Leben und Werk

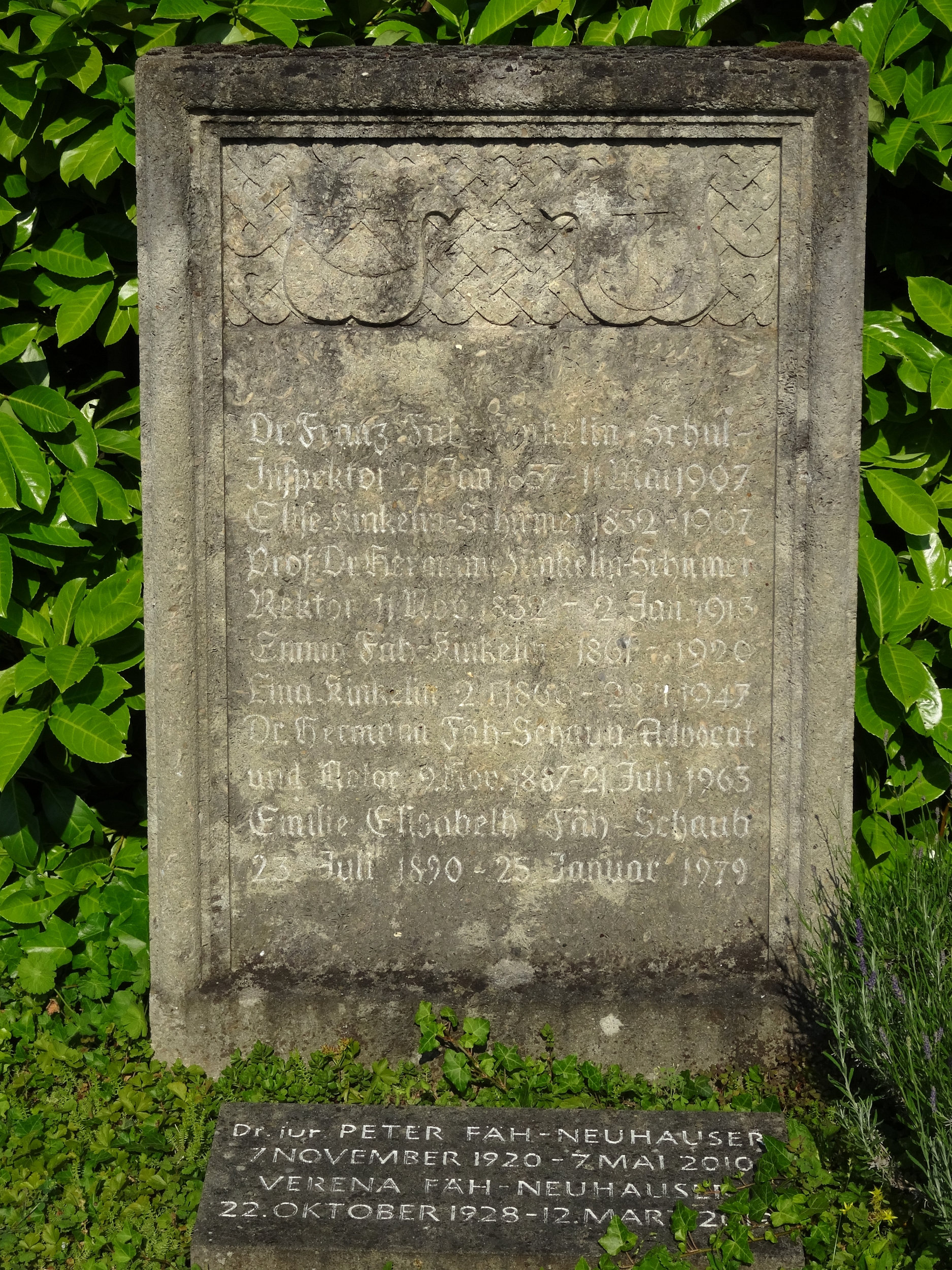
Familiengrab, Friedhof am Hörnli

Franz Fäh, der aus einfachen bäuerlichen Verhältnissen stammte, besuchte das Gymnasium in St. Gallen, wo er unter anderem Schüller von Johannes Dierauer war. Danach studierte er Geschichte an der Universität Zürich, wo Georg von Wyss, Johann Rudolf Rahn und Gerold Meyer von Knonau zu seinen Lehrern gehörten. 1883 wurde er promoviert mit einer Dissertation über den Kluser Handel von 1632/33. Im gleichen Jahr wurde er an der Realschule in Basel als Lehrer für Deutsch und Geschichte angestellt. 1896 oder 1897 wurde er Schulinspektor der Knabenprimarschulen in Basel, nachdem er schon vorher nebenamtlich das Inspektorat der Schulen von Riehen und Bettingen bekleidet hatte. Neben diesen Tätigkeiten verfasste er mehrere historische Studien, die sich vor allem mit Themen aus der Geschichte der Schweiz im 17. Jahrhundert und des Sarganserlandes beschäftigten. Daneben verfasste er auch Beiträge zur jüngeren Schul- und Erziehungsgeschichte. 
Anlässlich der «Basler Bundesfeier 1901», der 400-Jahr-Feier von Basels Beitritt zur Eidgenossenschaft, gehörte er dem Organisationskomitee an und präsidierte die Regiekommission.
Franz Fäh war mit einer Tochter des Hermann Kinkelin, Emma (1861–1920) verheiratet. Seine letzte Ruhestätte fand er im Familiengrab auf dem Friedhof am Hörnli. 

## Werke (Auswahl)
- Der Kluser Handel und seine Folgen, 1632–1633, Zürich 1884 (Dissertation).
- Gustav Adolf und die Eidgenossen, 1629–1632, Basel 1887.
- Johann Rudolf Wettstein. Ein Zeit- und Lebensbild, 2 Bde., Neujahrsblatt der GGG, Basel 1894–1895.
- Heinrich Pestalozzis Beziehungen zu Basel. Gedenkblatt zu Pestalozzifeier den 11./12. Januar 1896, Basel 1896.
- Aus der Geschichte der Gemeinde Walenstadt und des Sarganserlandes, Walenstadt 1900.